# 가면라이더 OOO
《가면라이더 오즈》(일본어: 仮面ライダーオーズ/OOO 카멘라이다 오즈[*])는 일본 토에이의 특촬물 가면라이더 시리즈의 12번째 작품으로, 일본에서 2010년 9월 5일부터 2011년 8월 28일까지 가면라이더 W의 후속으로 TV 아사히를 통해 방영되었으며, TV 아사히 슈퍼 히어로 타임에서 《천장전대 고세이저》, 《해적전대 고카이저》와 함께 편성되었다. 극장판 가면라이더 W FOREVER A to Z/운명의 가이아 메모리에서 카메오로 첫 등장했다. 캐치프라이즈는 "내가 변신한다!!"(일본어: 俺が変身する!! 오레가 헨신스루!![*])이다. 한국에서는 2013년 1월부터 챔프, 애니원, 애니박스에서 방영되고 있다.
제목인 가면라이더 오즈의 OOO란 주인공이 가면라이더 오즈로 변신할 때 사용하는 3개의 O 모양 오 메달을 의미한다. 라이더는 적을 격파할 때마다 새로운 오 메달을 획득하여 강해지는 특징이 있다. 전작이었던 가면라이더 W의 47화에서는 OOO의 중요 아이템인 오 메달의 존재가 묘사되는 등 가면라이더 W과 같은 세계관임을 보여주고 있다.

## 제작

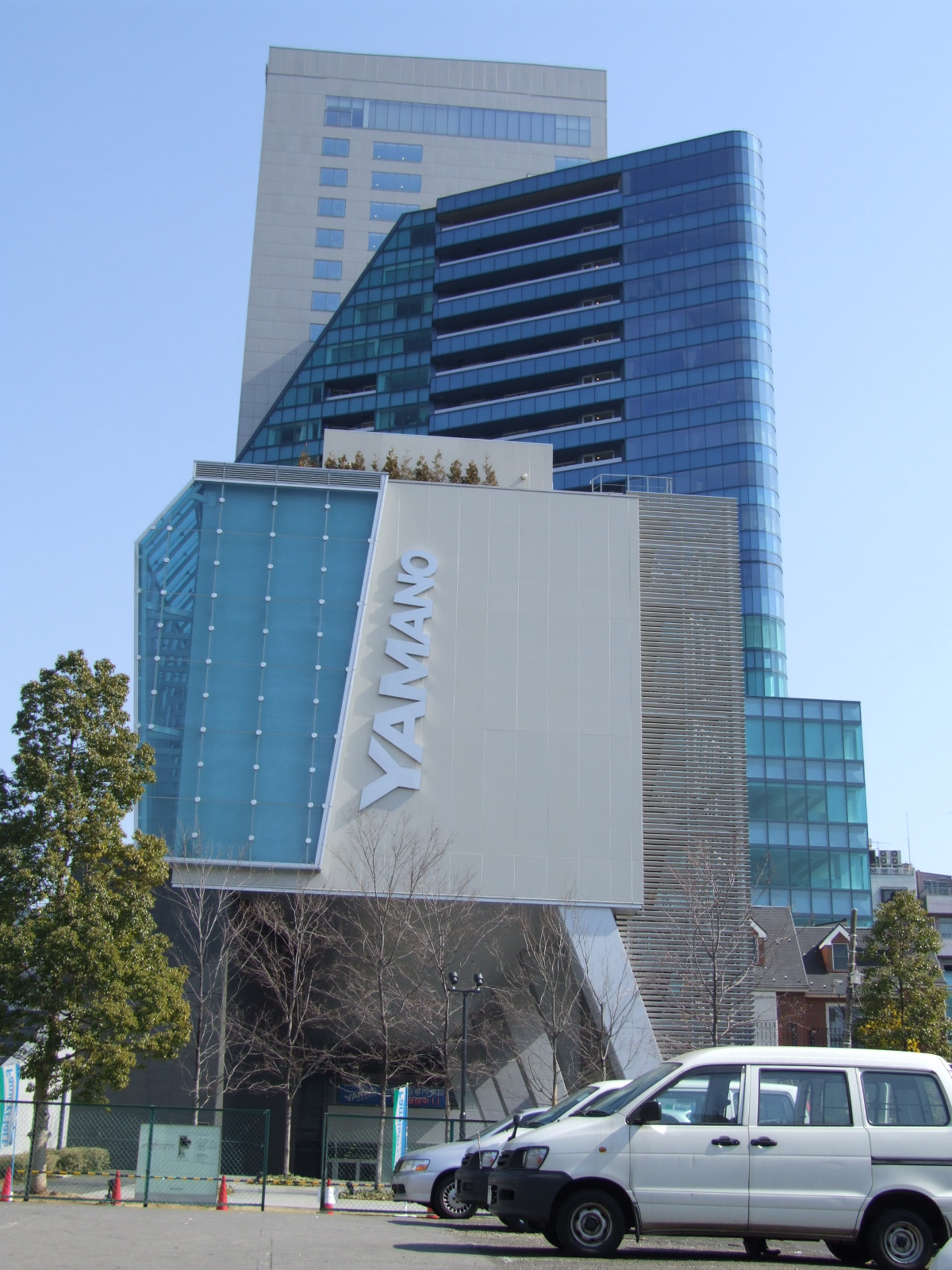
코우가미 재단 사옥의 모델이 된 도쿄도 시부야구 소재 야마노 미용 전문 학교

《가면라이더 OOO》의 메인 각본은 《성수전대 긴가맨》, 《미래전대 타임레인저》, 《가면라이더 류우키》, 《가면라이더 덴오》, 《사무라이전대 신켄저》의 메인 각본을 맡았던 코바야시 야스코가 맡았으며,(그 뒤 각본가가 여럿 바뀌었다.) 그리드와 여미의 디자인은 《가면라이더 아기토》의 로드를 디자인했던 이즈부치 유타카와 《가면라이더 류우키》의 미러 몬스터, 《가면라이더 555》의 오르페노크들을 디자인했던 시노하라 타모츠가 맡았다.

## 배경
코우가미 파운데이션이 운영하는 미술관 (일본어: 鴻上美術館 고가미 비주쓰칸[*])에 보관되어 있던 오 메달의 봉인이 풀려 그리드(Greeed)라고 불리는 괴인들이 800년간의 잠에서부터 눈을 떠 버린다. 부활한 그리드들은 미술관을 붕괴시키고 도주하지만, 한편 이 사건을 전혀 눈치채지 못하고 미술관의 사무실에서 잠을 자고있던 아르바이트 경비원이 있었다. 그의 이름은 히노 에이지로, 아무런 욕망도 없으며 몇푼의 돈과 내일 입을 팬티만을 가지고 세계를 방랑하고 있는 청년이었다. 에이지는 사무실에 우연히 떨어져 있던 붉은 메달을 가지고 현장에서 사라져 버린다.
그리드들에 의해서 아르바이트 장소인 미술관이 붕괴되어 일자리를 잃고 거리를 배회하는 에이지의 앞에, 돌연 그리드의 일원인 공중에 떠있는 괴물의 팔 앙크(Ankh)가 나타나 자신의 메달을 돌려주라고 집요하게 따라온다. 그런데 거기에 다른 그리드의 분신인 야미(야미(Yami)는 어둠이라는 뜻의 일본어... 혹은 욕망을 맛있게 먹는다는 의미에서 Yammy...)가 난입해, 야미에게 달려 든 형사인 이즈미 신고에게 중상을 입히고 앙크도 일방적으로 공격한다. 에이지는 사람들을 야미의 손으로부터 구하려고 무모하게 뛰어들지만, 그것을 본 앙크는 에이지를 좋은 이용거리라고 판단하여 메달과 수수께끼의 벨트를 에이지에게 전한다.
이렇게 하여 에이지는 오 메달의 힘을 사용해 싸우는 전사 가면라이더 OOO(오즈)가 되어 메달을 둘러싼 그리드들의 싸움에 말려 들어가게 된다.

## 여미
여미(Yummy, 일본어: ヤミー)는 그리드가 자신을 구성하는 셀 메달과 인간의 욕망을 합쳐서 만들어 내는 괴인이다. 탄생 직후엔 미이라와 같은 흰색의 모습을 하고 있다. 이는 흰색 여미로 불리는 블랭크체 상태이며 인간의 욕망을 먹이로 성장을 이루어 체내의 셀 메달이 증폭하면 자신이 품고있는 메달의 특징을 갖춘 여미로 변화한다. 또한 여미의 성장 방법이 욕망의 섭취인 것은 모든 그리드의 공통점이지만 욕망을 섭취시키는 수단은 각 그리드에 따라서 다르다. 성장하면 지능을 가지게 되어 주인인 그리드의 명령에 충실히 움직이게 된다. 또한 성장한 여미는 대량의 셀 메달로 구성되어 있기 때문에 공격을 받으면 상처에서 피 대신 메달이 넘쳐 나온다. 개체의 명칭은 '(모티브가 된 동물의 일본어 이름) 여미'이다.

## 등장 인물

### 쿠스쿠셰
- 히노 에이지(오준혁)(일본어: 火野 映司)  - 가면라이더 OOO - 성우: 이동훈

나이 21세. 가면라이더 OOO의 주인공으로, 예전에는 전 세계를 여행하고 있었다. 일정한 주소나 직업이 없으며, 에이지의 말에 따르면 "단지 내일 입을 팬티와 약간의 돈만 있으면" 그만인 니트족의 모습으로 그려진다. 1화에서 그리드 앙크의 제안을 받아들여, 가면라이더 OOO로 변신한다. 처음에는 단지 메달 수집만을 중요시하는 앙크와, "사람의 생명보다 메달을 우선시하면 안 된다"는 자신의 가치관 때문에 서로 대립하기도 한다. 과거에 여행 중 전쟁에 휘말렸을 때, 어린 아이를 구하지 못한 것이 트라우마로 남아 있다. 앙크와 함께 다국적 요리점 "쿠스쿠셰"에서 신세를 지고 있다. 가나의 오십음도 순서에서 에이지(일본어: エイジ)의 각각 문자의 한 계단 뒤에 있는 문자를 엮으면 오즈(일본어: オ-(ウ)ズ 오우즈[*])가 된다.와타나베 슈가 연기함.
- 앙크(영어: Ankh, 일본어: アンク 안쿠[*]) - 성우: 박서진

그리드 중 하나로, 조류의 왕이었다. 부활에는 성공하였으나 800년 전 '왕'에 의해 봉인될 때, 의지와 오른팔 만이 봉인되어 부활시에는 오른팔만이 부활했다, 여미와의 싸움에서 빈사 상태로 쓰러진 이즈미 신고(강현우)(일본어: 泉 信吾 이즈미 신고[*]) 형사의 몸에 빙의해 있다. 에이지와는 "동맹" 관계이다. 교활하고 악착같은 성격으로 그려지며, 아이스크림을 좋아한다. 목소리와 이즈미 신고, 앙크의 모습은 미우라 료스케가 연기하였다.
- 이즈미 히나(강나래)(일본어: 泉 比奈 이즈미 히나[*]) 성우 : 박고운

나이 18세. 가면라이더 OOO의 히로인이며, 지금은 앙크에게 빙의당해 있는 이즈미 신고 형사의 여동생으로 쿠스쿠셰에서 아르바이트생으로 일하고 있다.타카다 리호가 연기 함.
- 시라이시 치요코(한사랑)(일본어: 白石 知世子 시라이시 지요코[*]) 성우 : 이미나

쿠스쿠셰의 점장이다. 히노 에이지와 앙크를 받아들였으며 에이지에게 자신의 가게에서 아르바이트를 하는 것이 어떠냐는 제안을 하였다.

### 코우가미 파운데이션
코우가미 파운데이션 또는 코가미 파운데이션(일본어: 鴻上ファウンデーション 코가미 파운데숀[*])은 코우가미 코우세이라는 남자가 세운 거대 재단이다. 가면라이더 OOO, 앙크와 O 메달의 확보를 위한 계약 관계를 맺고 있다. 재단은 셀 메달의 힘을 이용하여 라이드 벤더나 캔드로이드 등과 같은 무기와 장비를 개발, 생산하고 있으며, 그리드와 오 메달을 봉인하고 있던 석관을 전시하고 있던 코우가미 미술관의 소유 재단이기도 하다.
- 코우가미 코우세이(고강인)(일본어: 鴻上 光生 코가미 코세이[*]) - 성우: 유강진

나이 43세. 코우가미 파운데이션의 이사장(회장)이다. 가면라이더 OOO와 협상 관계에 있으며, OOO와 앙크가 손에 넣은 메달의 60%를 받는 대신 각종 장비를 제공해주고 있다. 케이크 만들기가 취미이다.
- 사토나카 에리카(정세린)(일본어: 里中 エリカ) 성우 : 문유정

나이 21세. 코우가미 코우세이의 비서로, 냉정하고 침착한 성격이다. 코우세이가 케이크를 만들 때마다 대접을 받는데, 그 때문에 체중을 걱정하기도 한다. 전투실력은 수준급.
- 고토 신타로(오태훈)(일본어: 後藤 慎太郎 고토우 신타로우[*]) 성우 : 서원석

나이 22세. 예전에는 경찰에서 활동하던 엘리트로, 재단 소속의 바이크 부대를 통솔하고 있다. OOO를 믿지 않으며, 그리드를 증오한다.
- 마키 키요토(하이도)(일본어: 真木 清人) 성우 : 고구인

나이 35세. 코우가미 파운데이션에 소속된 코우가미 생체연구소의 수석으로, 코우가미 파운데이션의 장비와 무기 시스템 연구를 주도한 인물로 코우세이의 신뢰를 받고 있다.
- 다테 아키라(나영광)(일본어: 伊達 明)  - 가면라이더 버스 성우 : 심규혁

나이 30세. 코우가미 파운데이션에 고용되어 가면라이더 버스의 장착자가 된 인물로 1억을 벌기 위한 목적으로 여미와 싸우고 있다.

### 그리드
그리드(영어: Greeed, 일본어: グリード 구리도[*])는 800년 만에 부활한 괴물들이다. 선대 OOO와의 싸움에서 패배, 메달들로 분해되어 봉인되어 있었다. 오른팔만 부활한 앙크도 그리드 중 하나로, 다른 그리드들의 완전한 부활을 막기 위해 코어 메달을 훔쳐, 다른 그리드들도 불완전한 상태로 부활하게 되었다. 그리드들의 중요한 부위를 이루는 코어 메달 이외에 셀 메달도 중요하기 때문에 다른 그리드들은 사람들의 욕망을 깨워 여미를 만들어 내 셀 메달을 모으고 있다. 사람의 상식을 넘은 전투력을 가진 것 외에도 인간에게 빙의하거나 셀 메달의 힘으로 인간의 모습으로 변신하는 능력도 가졌다. 그리드는 코어매달을 중심으로 셀 메달로 이루어진 존재이다.
메달의 힘으로 인간체로도 변신할 수 있는데, 메즐을 제외한 그리드들은 성우가 직접 인간체를 연기하였다. 그리드 중 앙크에 관한 내용은 윗 문단에 서술되어 있다.
- 우바(영어: Uva, 일본어: ウヴァ) - 성우: 이현

메뚜기의 모습을 한 괴인으로 곤충류의 왕이다. 인간에게 셀 메달을 투입하여 그 사람의 몸에서 여미를 탄생시킨다. 거친 언동과 다혈질적 성격을 가지고 있어, 앙크의 함정에 빠져 메달을 빼앗기지만, 카자리와 손잡고 다시 앙크로부터 몇 개의 코어 메달을 강탈한다. 인간의 모습으로 활동할 때는 녹색의 자켓에 올백 머리를 한 청년으로 변하여 활동한다. 이름은 "빼앗다"를 뜻하는 일본어의 동사 '우바우'(일본어: 奪う)에서 유래하였다. 목소리와 인간체의 모습은 야마다 유스케가 연기하였다.
- 카자리(영어: Kazari, 일본어: カザリ) - 성우: 이경태

사자의 모습을 한 괴인으로 고양이과의 왕이다. 인간에게 셀 메달을 투입하여, 여미를 기생시키는 동시에 메달을 투입당한 인간의 욕망을 폭주시킨다. 숙주의 욕망을 먹고 자란 여미는 완전체가 되어 숙주의 몸에서 튀어나오게 된다. OOO와의 대결에서 우바의 코어 메달과 자신의 코어 메달을 빼앗겼다. 앙크와 맞먹는 책략과 거짓말의 달인으로, 우바의 코어 메달을 돌려주지 않아 분노를 사지만 메즐의 중재로 우바와 메달을 교환한다. 이후 동료인 그리드들의 곁을 떠나 코우가미 파운데이션의 연구원 마키와 손을 잡았다. 인간의 모습으로 활동할 때는 은발에 모자를 쓴 청년의 모습으로 변하여 활동한다. 이름은 "꾸미다"를 뜻하는 일본어의 동사 "카자루"(일본어: 飾る)에서 유래하였다. 목소리와 인간체의 모습은 하시모토 타이토가 연기하였다.
- 가멜(영어: Gamel, 일본어: ガメル 가메루[*]) - 성우: 심규혁

코끼리의 모습을 한 괴인으로 대형 동물 (중량계)의 왕이다. 사람들의 욕망을 숙주로 삼지 않고, 자기 자신에게 셀 메달을 집어 넣어 여미를 만들어내는데, 그렇게 하여 생성된 여미들은 기술 사용을 위해 셀 메달을 많이 소비하며, 가멜 자신도 셀 메달의 소비가 빨라 메즐로부터 셀 메달을 보충받기도 한다. 다른 그리드들로부터 "욕망에 가장 충실한 그리드"라는 평가를 받기도 한다. 인간일 때에는 말수가 없는 과묵한 청년의 모습으로 변하여 활동한다. 이름은 "훔치다" 또는 "자기 것으로 삼다"를 뜻하는 일본어의 동사 "가메루"(일본어: がめる)에서 유래하였다. 목소리와 인간체의 모습은 마츠모토 히로유키가 연기하였다.
- 메즐(영어: Mezool, 일본어: メズール 메즈루[*]) - 성우: 이미나

범고래의 모습을 한 괴인으로 어류 또는 물에서 서식하는 생물의 왕이다. 인간에게 셀 메달을 투입하여, 숙주의 근처에 둥지를 틀어 숙주의 욕망을 양분으로 삼아 성장한 대량의 여미들을 알에서 튀어나오게 한다. 그러나 숙주는 둥지가 있다는 것을 알지 못한다. 인간의 모습으로 활동할 때는 세라복을 입은 소녀의 모습으로 변해 활동한다. 이름은 "사랑하다"를 뜻하는 일본어의 동사 "메즈루"(일본어: 愛ずる)에서 유래하였다. 목소리는 유카나, 인간체의 모습은 미키 호노카가 연기하였다.

## 극장판

### 운명의 가이아 메모리
2010년 8월 7일, 천장전대 고세이저 극장판 : 에픽 온 더 무비와 동시에 개봉한 가면라이더 W의 극장판인 극장판 가면라이더 W FOREVER A to Z/운명의 가이아 메모리(일본어: 仮面ライダーW FOREVER AtoZ/運命のガイアメモリ 카멘라이다 다부루 포에바 에이 투 제트 운메이노 가이아 메모리[*])의 후반부에서 카메오로 출연하였다.

### MOVIE 대전 CORE
2010년 12월 18일 일본에서 개봉하는 가면라이더 × 가면라이더 OOO & W Feat. 스컬 MOVIE 대전 CORE(일본어: 仮面ライダー×仮面ライダーオーズ&ダブル feat.スカル MOVIE大戦CORE 카멘라이다 × 카멘라이다 오즈 안도 다부루 피토 스카루 무비 다이센 코아[*])의 오즈편 스토리인 가면라이더 오즈: 노부나가의 야망(일본어: 仮面ライダーオーズ ノブナガの欲望 카멘라이다 오즈 노부나가노 야보[*])에서, 오다 노부나가의 욕망으로 인해 태어난 철갑 괴인과 대결하며, 더블과 만나는 부분에서는 지구의 핵에서 더블과 함께 그리드, 도판트들과 대결하게 된다.

### 가면라이더 40주년 기념 영화
《오즈, 덴오, 올라이더: 렛츠 고 가면라이더》(일본어: オーズ・電王・オールライダー レッツゴー仮面ライダー 오즈 덴오 오루라이다 렛츠 고 카멘라이다[*])는 2011년 4월 1일에 개봉하는, 가면라이더 시리즈 40주년 기념 영화이다. 가면라이더 OOO와 《가면라이더 덴오》의 등장 인물들이 주역이 되어 과거로 돌아가는 내용을 담고 있다.

### 장군과 21개의 코어 메달
2011년 8월 6일 가면라이더 OOO의 오리지널 극장판이 《해적전대 고카이저》 극장판과 동시에 개봉한다. 제목은 《가면라이더 OOO WONDERFUL: 장군과 21개의 코어 메달》(일본어: 仮面ライダーオーズ　WONDERFUL　将軍と２１のコアメダル 카멘라이다 오즈 완다후루: 쇼군토 니주이치노 코아 메다루[*])로, 현재와 과거가 섞인 상황에서 에이지 일행이 도쿠가와 요시무네 (마쓰다이라 겐이 연기)를 만나 연금술사 갈라 (사카이 미키가 연기)와 싸운다는 내용을 담고 있다. 가면라이더 OOO의 새로운 콤보인 "브라카와니 콤보" (일본어: ブラカワニコンボ 부라카와니 콘보[*])가 등장한다.

## 비디오 게임
2010년 12월 2일 일본에서 발매된 클라이맥스 히어로즈 오즈(일본어: 仮面ライダー クライマックスヒーローズ オーズ 카멘라이다 쿠라이맛쿠스 히로즈[*])는 클라이맥스 히어로즈 시리즈의 제3탄으로, 대응 기종은 Wii과 플레이스테이션 포터블이다. OOO와 헤이세이 가면라이더의 최강 형태 등이 추가되었다.

## 캐스트
- 히노 에이지 (일본어: 火野 映司)(오준혁): 와타나베 슈 / 이동훈(일본어: 渡部 秀)
- 앙크 / 이즈미 신고 (일본어: アンク / 泉 信吾): 미우라 료스케(일본어: 三浦 涼介) / 박서진
- 이즈미 히나 (일본어: 泉 比奈): 타카다 리호(일본어: 高田 里穂) / 박고운
- 다테 아키라 (일본어: 伊達 明): 이와나가 히로아키(일본어: 岩永 洋昭) / 심규혁
- 고토 신타로 (일본어: 後藤 慎太郎): 키미지마 아사야(일본어: 君嶋 麻耶) / 서원석
- 사토나카 에리카 (일본어: 里中 エリカ): 아리스에 마유코(일본어: 有末 麻祐子) / 문유정
- 시라이시 치요코 (일본어: 白石 知世子): 카이 마리에(일본어: 甲斐 まり恵) / 이미나
- 코우가미 코우세이 (일본어: 鴻上 光生)(고강인): 우카지 타케시(일본어: 宇梶 剛士) / 유강진
- 마키 키요토 (일본어: 真木 清人): 카미오 유 / 고구인(일본어: 神尾 佑 카미오 유우[*])[7]
- 우바 (영어: Uva, 일본어: ウヴァ): 야마다 유스케 / 이현(일본어: 山田 悠介)[8]
- 카자리 (영어: Kazari, 일본어: カザリ): 하시모토 타이토 / 이경태(일본어: 橋本 汰斗)[8]
- 가멜(영어: Gamel, 일본어: ガメル):마츠모토 히로유키 일본어: 松本 博之)[8] 심규혁
- 메즐(목소리)(영어: Mezool, 일본어: メズール): 유카나 / 이미나(일본어: ゆかな)[8]
- 메즐(인간체)(영어: Mezool, 일본어: メズール): 미키 호노카(일본어: 未来 穂香) / 이미나
- O 스캐너 음성 (일본어: オースキャナー音声): 쿠시다 아키라(일본어: 串田 アキラ)
- 내레이션 (일본어: ナレーション), 버스 드라이버 음성 (일본어: バースドライバー音声), 버스 버스터 음성 (일본어: バースバスター音声) : 나카타 죠지(일본어: 中田 譲治 나카타 죠지[*])

### 특별 출연
- 하시모토 마사루 (일본어: 橋本 勝, 17화 ~ 18화) - 타카하시 미츠오미(일본어: 高橋 光臣)
- 사쿠라 유미 (일본어: 佐倉 優美) - 에레나(일본어: 英玲奈)

### 슈트 배우
- 가면라이더 OOO , 에이지 그리드- 타카이와 세이지
- 앙크, 가면라이더 버스 - 에이토쿠
- 우바 - 요코타 료
- 카자리 - 와타나베 준
- 가멜 - 오카다 카즈야
- 메즐 - 후지타 사토시

## 주제가·삽입곡
오프닝
- Anything Goes!
  - 작사 - 후지바야시 쇼코
  - 작곡 - Tatsuo
  - 편곡 - Tatsuo, 나카가와 코타로
  - 노래 - 오구로 마키

삽입곡
- Regret nothing ～Tighten Up～
  - 작사 - 후지바야시 쇼코
  - 작곡·편곡 - 나루세 슈헤이
  - 노래 - 히노 에이지 (와타나베 슈)
  - 랩 - 쿠시다 아키라
  - 사용 에피소드 - 5, 7, 13

타토바 콤보의 전투 테마곡
- Got to keep it real
  - 작사 - 후지바야시 쇼코
  - 작곡·편곡 - 나루세 슈헤이
  - 노래 - 히노 에이지 (와타나베 슈)
  - 랩 - 쿠시다 아키라
  - 사용 에피소드 - 6, MOVIE 대전 CORE, 16

가타키리바 콤보의 전투 테마곡
- Ride on Right Time
  - 작사 - 후지바야시 쇼코
  - 작곡·편곡 - 나루세 슈헤이
  - 노래 - 히노 에이지 (와타나베 슈)
  - 랩 - 쿠시다 아키라
  - 사용 에피소드 - 9, 10, 15, 40, 42

라토라타 콤보의 전투 테마곡
- Sun goes up
  - 작사 - 후지바야시 쇼코
  - 작곡·편곡 - 나루세 슈헤이
  - 노래 - 히노 에이지 (와타나베 슈)
  - 랩 - 쿠시다 아키라
  - 사용 에피소드 - 12

사고조 콤보의 전투 테마곡
- Time judged all
  - 작사 - 후지바야시 쇼코
  - 작곡·편곡 - 나루세 슈헤이
  - 노래 - 히노 에이지×앙크 (와타나베 슈×미우라 료스케)
  - 랩 - 쿠시다 아키라
  - 사용 에피소드 - 20, 22, 23, 25, 28

타쟈도르 콤보의 전투 테마곡
- Shout out
  - 작사 - 후지바야시 쇼코
  - 작곡·편곡 - 나루세 슈헤이
  - 노래 - 히노 에이지 (와타나베 슈)
  - 랩 - 쿠시다 아키라

샤우타 콤보의 전투 테마곡
- POWER to TEARER
  - 작사 - 후지바야시 쇼코
  - 작곡·편곡 - 나루세 슈헤이
  - 노래 - 히노 에이지×쿠시다 아키라 (와타나베 슈×쿠시다 아키라)
  - 랩 - 쿠시다 아키라
  - 사용 에피소드 - 36, 44

프트티라 콤보의 전투 테마곡
- Reverse / Re：birth
  - 작사 - 후지바야시 쇼코
  - 작곡·편곡 -tatsuo(everset)
  - 노래 -다테 아키라×고토신타로 (이와나가 히로아키×키미지마 아사야)
  - 사용 에피소드 -38,46

가면라이더 버스의 전투 테마곡

## 방영 목록
제목의 구성은 애니메이션 제목 "바보와 시험과 소환수"처럼 ~과(와)가 두 번 이어지는 형식이다. (예: "메달과 팬티와 수수께끼의 팔")
1. 메달과 팬티와 수수께끼의 팔 (일본어: メダルとパンツと謎の腕 메다루토 판츠토 나조노 우데[*])
2. 욕망과 아이스크림과 선물 (일본어: 欲望とアイスとプレゼント 요쿠보토 아이스토 푸레젠토[*])
3. 고양이와 진화와 먹보 (일본어: ネコと進化と食いしん坊 네코토 신카토 쿠이신보[*])
4. 의심과 사진 메일과 구원의 손 (일본어: 疑いと写メと救いの手 우타가이토 샤메토 스쿠이노 테[*])
5. 술래잡기와 둥지와 부자 (일본어: 追いかけっこと巣とセレブ 오이카켓코토 스토 세레부[*])
6. 양복과 계약과 최강 콤보 (일본어: お洋服と契約と最強コンボ 오요후쿠토 케이야쿠토 사이쿄 콘보[*])
7. 저질 남편과 함정과 대박 (일본어: ダメ亭主と罠と大当たり 다메 테이슈토 와나토 오오아타리[*])
8. 게으름과 무욕과 휴식 중 (일본어: サボりと無欲と休憩中 사보리토 무요쿠토 큐케이추[*])
9. 흠뻑젖음과 과거와 작열 콤보 (일본어: ずぶぬれと過去と灼熱コンボ 즈부누레토 카코토 샤쿠네츠 콘보[*])
10. 주먹과 실험과 초 바이크 (일본어: 拳と実験と超バイク 코부시토 짓켄토 초바이쿠[*])
11. 여행자와 호랑나비와 유명인 (일본어: 旅人とアゲハ蝶と有名人 타비비토토 아게하초토 유메이진[*])
12. 뱀장어와 세계와 중력 콤보 (일본어: ウナギと世界と重力コンボ 우나기토 세카이토 주료쿠 콘보[*])
13. 샴 고양이와 스트레스와 천재 외과 의사 (일본어: シャム猫とストレスと天才外科医 샤무네코토 스토레스토 텐사이게카이[*])
14. 프라이드와 수술과 비밀 (일본어: プライドと手術と秘密 프라이도토 슈주츠토 히미츠[*])
15. 메달 쟁탈과 운송와 그릇 (일본어: メダル争奪と輸送車と器 메다루소우다츠토 유소샤과 우츠와[*])
16. 종말과 그리드와 새 라이더(일본어: 終末とグリードと新ライダー 슈마츠토 구리도토 신라이다[*])
17. 검도 소녀와 어묵과 분리 여미(일본어: 剣道少女とおでんと分離ヤミー 켄도 쇼조토 오덴토 분리 야미[*])
18. 파괴와 이유와 뱀장어 채찍(일본어: 破壊と理由とウナギムチ 하카이토 리유토 우나기무치[*])
19. 붉은 메달과 형사와 배신(일본어: 赤いメダルと刑事と裏切り 아카이 메다루토 케이지토 우라기리[*])
20. 미끼와 자격과 불꽃의 콤보(일본어: 囮（おとり）と資格と炎のコンボ 오토리토 시카쿠토 호노오노 콘보[*])
21. 메뚜기와 부자(父子)와 정의의 동지(일본어: バッタと親子と正義の味方 밧타토 오야코토 세이기노 미카타[*])
22. 초콜렛과 신념과 정의의 힘 (일본어: チョコと信念と正義の力 초코토 신넨토 세이기노 치카라[*])
23. 아름다움과 계란과 잠든 욕망 (일본어: キレイと卵と眠る欲望 키레이토 타마고토 네무루 요쿠보[*])
24. 추억과 사랑과 바다의 콤보 (일본어: 思い出と恋と海のコンボ 오모데토 아이토 우미노 콘보[*])
25. 복서와 왼손과 새 여미 (일본어: ボクサーと左手と鳥ヤミー 복사토 히다리테토 토리야미[*])
26. 앙크와 링과 모두의 탓 (일본어: アンクとリグと全部のせ 앙쿠토 링-그토 젠부노 세[*])
27. 1000과 영화와 전투원 (일본어: １０００と映画と戦闘員 센토 에이가토 센토인[*])
28. 1000과 가면라이더와 생일 (일본어: １０００と仮面ライダーと誕生日 센토 카멘라이다토 탄조비[*])
29. 누나와 박사와 앙크의 진실 (일본어: 姉と博士（ドクター）とアンクの真実 네토 하카세(독타)토 앙쿠노 신지츠[*])
30. 왕과 팬더와 불꽃의 기억 (일본어: 王とパンダと炎の記憶 오우토 판다토 호노오노 키오쿠[*])
31. 은혜갚기와 음모와 보라색 메달 (일본어: 恩返しとたくらみと紫のメダル 온가에시토 타쿠리미토 무리사키노 메다르[*])
32. 새로운 그리드와 공백과 무적의 콤보(일본어: 新グリードと空白と無敵のコンボ 아타라시 그리도토 쿠하쿠토 무테키노 콘보[*])
33. 새로운 친구와 폭주와 남겨진 벨트 (일본어: 友情と暴走と残されなベント 유죠우토 보소토 잔사레나 벨토[*])
34. 친구와 이용과 그 관계 (일본어: 親友と利用とその関係 신유토 리유토 소노칸케이[*])
35. 꿈과 오빠와 버스의 비밀 (일본어: 夢と兄とバ―スの秘密 유메토 아니토 바스노 히미츠[*])
36. 부서진 꿈과 신체와 그리드 부활 (일본어: 壊れた夢と身体とグリード復活 코와레타이유메토 신타이토 구리도후카츠[*])
37. 잠과 1억과 버스 전직 (일본어: 眠りと１億とバース転借 네무리토 이치오쿠토 바스텐샤쿠[*])
38. 사정과 이별과 눈물의 버스 (일본어: 眠り事情と別れと涙のバース 지죠우토 와카레토 나미다노 바스[*])
39. 악몽과 감시카메라와 앙크의 역습 (일본어: 悪夢と監視カメラとアンクの逆襲 아쿠무토 칸시카메라토 앙크노갸쿠슈[*])
40. 지배와 생일 파티와 사라지는 앙크 (일본어: 支配と誕生会と消えるアンク 시하이토 탄죠카이토 키에루 앙크[*])
41. 남매와 구출과 떠나는 에이지 (일본어: 兄妹と救出と映司去る 쿄우다이토 큐슈츠토 에이지사루[*])
42. 얼음과 그리드화와 꺾여버린 날개 (일본어: 氷とグリード化と砕ける翼 코리도 구리도카토 쿠다케루 츠바사[*])
43. 대머리 독수리와 대립과 앙크 리턴즈 (일본어: ハゲタカと対立とアンクリターンズ 하게타카토 타이리츠토 앙크 리턴즈[*])
44. 전원집합과 완전부활과 왕의 욕망 (일본어: 全員集合と完全復活と君の欲 젠인슈고토 칸젠훗카츠토 쿤노 요쿠[*])
45. 기습과 프로토 타입 버스와 사랑의 욕망 (일본어: 奇襲とプロトバースと愛の欲望 키슈우토 프로토 바스토 아이노 요쿠보[*])
46. 에이지 그리드와 더블 버스와 앙크의 욕망 (일본어: 映司グリードとWバースとアンクの欲望 에이지 그리도토 다브루 바스토 앙크노 요쿠보[*])
47. 붉은 금과 만족과 에이지의 그릇 (일본어: 赤いヒビと満足と映司の器 아카이 히비토 만조쿠토 에이지노 우츠와[*])
48. (최종화) 내일의 메달과 팬티와 움켜쥔 팔 (일본어: 明日のメダルとパンツと掴む腕 아시타노 메다루토 판츠토 츠카무 우데[*])